# واکسنیل استات
واکسنیل استات (به انگلیسی: Vaccenyl acetate) با فرمول شیمیایی C۲۰H۳۸O۲ یک ترکیب شیمیایی با شناسه پاب‌کم ۵۳۶۳۲۸۶ است. که جرم مولی آن ۳۱۰٫۵۱ g/mol می‌باشد. 